# Cyanea profuga
Cyanea profuga is een plant die endemisch is op het Hawaïaanse Molokai.
Het is een onvertakte struik die 1,8-2,4 m hoog wordt. De bladstelen zijn 8-12,5 cm lang. De bladeren zijn elliptisch 18-24 cm lang, 7-10 cm breed, glad, grofgetand, aan het uiteinde toegespitst en aan de basis wigvormig.
De bloeiwijzes hadden 2,5-4 cm lange stelen en bestonden uit negen tot twaalf, witte bloemen. De bloemstelen van de individuele bloemen zijn 0,8-1 cm lang. Het hypanthium is langwerpig tot langwerpig-kegelvormig, 6-7 mm lang en 3-4 mm breed. De kelk bestaat uit langwerpige, 3-5 mm lange en 1-2 mm brede lobben die afgerond puntig zijn. De bloemkroon is wit, 3-3,5 cm lang, 2-3 mm breed en glad. De kroonbuis is halfopstaand en de kroonbladeren zijn in de bloei uitgespreid en ¾ van de lengte van de kroonbuis. De centrale zuil van meeldraden en de helmknoppen zijn glad. De twee onderste helmknoppen zijn aan de toppen met bosjes witte haren bezet.
De plant was tot voor kort alleen bekend van het typespecimen dat in 1912 werd verzameld door Charles Noyes Forbes in Mapuhellu Valley en één enkel ander exemplaar dat werd aangetroffen in Pelekunu. Deze planten verdwenen uiteindelijk waarna lange tijd werd aangenomen dat de soort was uitgestorven. Pas in 2002 werd er een populatie van zes exemplaren aangetroffen in Wai‘awa Gulch in vochtig bos.
Deze populatie geniet zeer strikte bescherming en er wordt geprobeerd om de soort ex situ voort te planten.
Bedreigingen voor de plant vormen varkens, geiten, ratten, slakken en invasieve plantensoorten.